# Potzlowsee
Der Potzlowsee liegt im Nordosten von Brandenburg im Landkreis Uckermark. Sein Abflussweg zum  benachbarten und größeren Oberuckersee heißt ‚Potzlower Seegraben‘. Er hat eine Wasserfläche von etwa 160 Hektar. Am Ufer liegt der namensgebende Ort Potzlow, ein Ortsteil der Gemeinde Oberuckersee.
Der See gehört zu den Uckermärkischen Seen und liegt im Naturpark Uckermärkische Seen. Das fast kreisförmige Gewässer ist wenig gegliedert. 
Der kalkreiche, geschichtete See hat ein neun Quadratkilometer großes Einzugsgebiet. Das Gewässer verfügt über eine effektive Länge von 1,7 Kilometern bei einer Breite von 1,4 Kilometern. Der See ist einer der größeren unter den 250 Seen im Biosphärenreservat Schorfheide-Chorin.

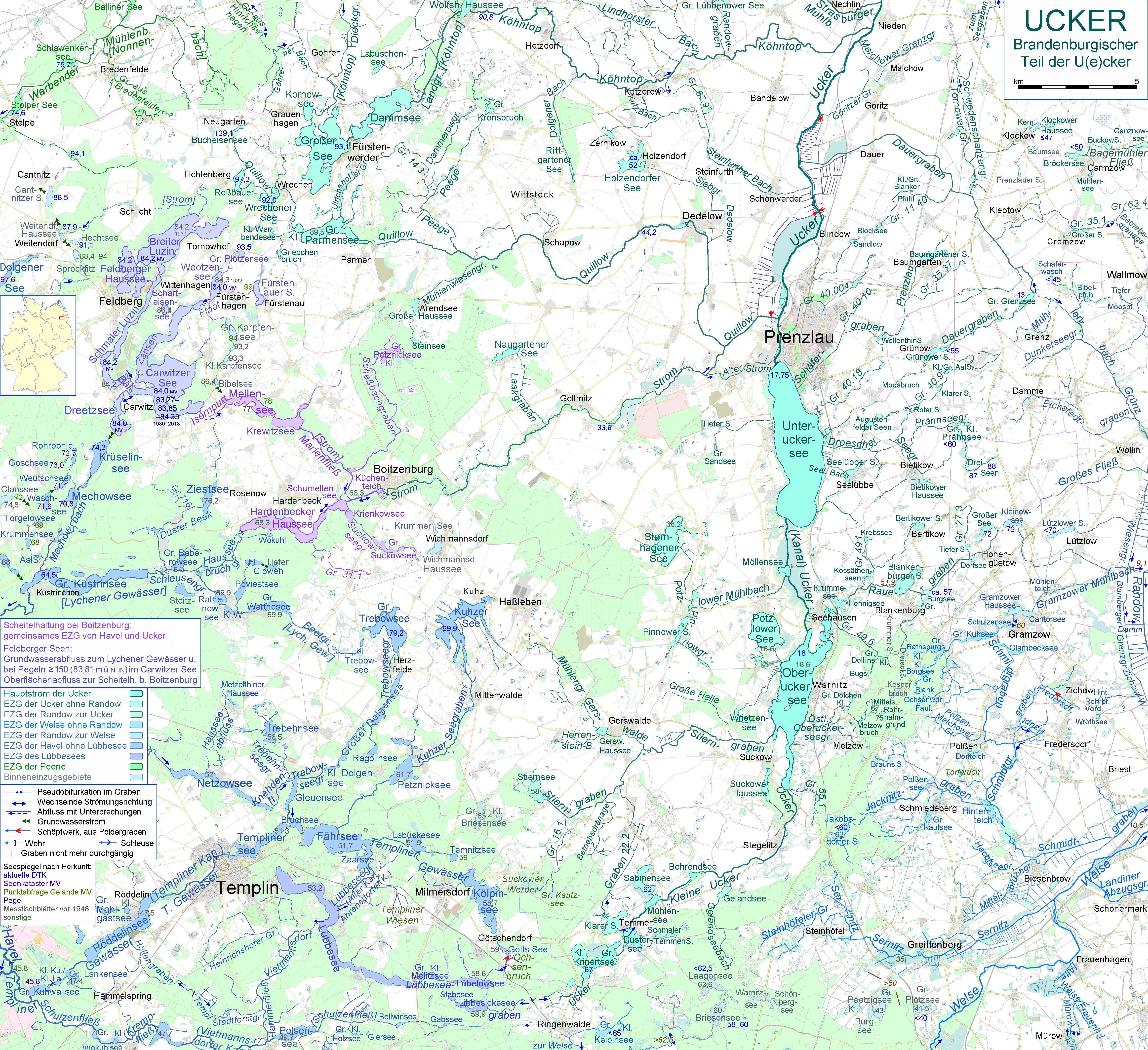
Potzlowsee nordwestlich nahe dem Oberuckersee